# Thai bangkaew dog
Thai bangkaew dog är en hundras från Thailand. Den är en asiatisk spets som är döpt efter Bang Kaew, en ort med ett buddhistiskt wat i provinsen Phitsanulok som ligger längst norrut i den centrala regionen.
Rasens förhistoria är mytisk. En tik ägd av en munk skall ha fått en valpkull efter en asiatisk vildhund (dhol). Ättlingar till dessa valpar skall i sin tur ha korsats med vallande hundar som användes av Lao Song-folket. Dessa hundar blev populära bland husbåtsfolket på floden Maenam Yom, ett biflöde till Chao Phraya.
Dagens ras är framavlad ur en enda kull som föddes 1957. Den är en populär sällskapshund och utställningshund i Thailand. 2011 erkändes rasen av Fédération Cynologique Internationale (FCI).